# 黄荣海
黄荣海（1915年—1996年10月13日），江西省万安县人，中国人民解放军开国少将、中华人民共和国地方官员，中国共产党第九、十和十一届中央委员会候补委员。
1931年参加中国工农红军，1932年6月加入中国共产主义青年团，1935年12月转为中国共产党党员。1945年5月初，八路军渤海军区第三分区副司令员黄荣海带队进入无棣县作战。9月，渤海三分区与渤海一分区组建一个团，团长黄荣海，政委康伯明，副团长董有炳，政治处主任贺靖，下辖三个营。10月5日，团长黄荣海和政治处主任贺靖带团直警卫连和3营共计4个连900余人作为先遣部队从渤海湾冯家堡乘船北上，在冀东乐亭大清河口下船。10月23日先遣部队在山海关乘火车到长春，暂时隶属吉林军区（司令员周保中，政委张启龙），称作“黄荣海团”。12月10日，黄荣海团夜袭农安县靠山屯，歼敌先遣军暂编1师1团700余人。
1946年1月，黄荣海团开赴榆树县，改编了成分不纯的县榆树县大队千余人后扩编为两个营六个连，改称吉林军区独立团。1946年2月，康伯明政委、董有炳副团长带领渤海军区该团的第1营和第2营经承德、赤峰、开鲁、扶余到肇州与吉林军区独立团会师，改编为东北民主联军第7师第21旅第61团，团长陈忠献、政委康伯明。黄荣海任第21旅副旅长。1946年4月14日，第61团随旅参与第一次解放长春之战，第2营攻打朱家窝棚，第3营加强5连攻打大房身飞机场。后参加四平保卫战、松花江北岸陶赖昭桥头堡战斗。1946年10月，第21旅61团改编为东北民主联军6纵18师52团。黄荣海任第18师副师长。在“三下江南”作战中指挥了焦家岭战斗、城子街战斗、攻打德惠、靠山屯战斗。
参加1947年东北夏季攻势、秋季攻势、冬季攻势。辽沈战役后，任中国人民解放军第43军副军长。该团于1952年11月转隶132师改称396团。1955年，授予中国人民解放军少将。
1958年起任广东省军区副司令员、陆军军长、广东省军区司令员。1964年起任中共广东省委常委、广州市委第一书记、广州市革命委员会主任、广东省革命委员会副主任。1969年起任广州军区副司令员、党委常委。1983年任广州军区顾问。